# Tamás Deutsch
Dans le nom hongrois Deutsch Tamás, le nom de famille précède le prénom, mais cet article utilise l’ordre habituel en français Tamás Deutsch, où le prénom précède le nom.
Tamás Deutsch, né le 27 juillet 1966 à Budapest, est un avocat et homme politique hongrois, membre du Fidesz. Il est député européen depuis 2009.

## Biographie
Diplômé en droit de l'université Loránd-Eötvös, il est avocat de profession.
Il est député à l'Assemblée nationale et vice-président du groupe Fidesz de 1990 à 2009, ainsi que vice-président de l'Assemblée de 2004 à 2006. Il est ministre de la Jeunesse et des Sports de 1999 à 2002.
Élu au Parlement européen en 2009, puis réélu en 2014, en 2019 et en 2024, il fait partie du groupe du Parti populaire européen. Il est vice-président de la commission du contrôle budgétaire de 2009 à 2014, membre de la Commission du développement régional et de la délégation à la commission de coopération parlementaire UE-Russie.